# Marcus Bent
Marcus Nathan Bent (né le 19 mai 1978 à Hammersmith, Londres) est un footballeur anglais qui a joué pour différents clubs professionnels.
En octobre 2009 il est prêté pour deux mois à Middlesbrough FC (D2 anglaise). De retour à  Birmingham City fin janvier 2010, il est de nouveau prêté, cette fois-ci aux Queens Park Rangers. En août 2010, il est de nouveau prêté pour quatre mois à Wolwerhampton.